# Língua nimadi
Nimadi é uma língua indo-ariana ocidental falada por cerca 2,5 milhões de pessoas na região Nimar do centro-oeste da Índia dentro do estado de Madhya Pradesh. Esta região fica adjacente a Maharashtra e ao sul de Malwa.
Alguns autores veem uma certa fusão da língua com o Hindi.

## Falantes
Os distritos onde o Nimadi é falado são: Barwani, Khandwa, Barwaha, Khargone, Burhanpur, Bedia, Sanawad e partes do  Distrito de Dhar, Harda e de  Dewas Sul. Os famosos escritores de Nimari foram Gaurishankar Sharma, Ramnarayan Upadhyay etc.

## Literatura
Os escritores Ramnarayan Upadhyay, Mahadeo Prasad Chaturvedi, Prabhakar Ji Dubey, Jeevan Joshi escreveram na língua . "Ammar Bol" (Tradução de Bhagwat Geeta) composta por Mahadeo Prasad Chaturvedi "Madhya" foi o primeiro épico em Nimari.
O ator nimadi Prabhakar Ji Dubey foi premiado pelo presidente da Índia. Ele morava em uma cidade chamada Barwaha, que fica perto de Maheshwar e Omkasreshwar (um dos jyotirlinga). Ele interpretou muitos dramas no palco. Ele era um discípulo de Rama Dada e costumava visitar Khandwa. Ele ainda é famoso por canções como "Gammat, Swang". Ele também trabalhou como professor profissional. Seu um do livro chamado "Thumka" também foi premiado pela Academia de Isuri. Ele morreu em 13 de março de 1997.

## Escrita
A língua Nimadi usa a escrita Devanagari.

## Amostra de texto
Lucas  1:1-3
1.	एकालेण कि घणा नऽ ऊनी वात नऽ कऽ जी अपणा इचम हुयेल छे इतिहास लिखण मऽ हाथ लगायल छे,
2.	जसौ कि उन्हनऽ जी पइलऽ सी इनी वात कऽ देखणऽ वाळा नऽ बचन का सेवक था हमरा तक पोयचाया।
3.	एकालेण हे श्रीमान थियुफिलुस मकऽ भी ई उचित मालुम हुयो कि ऊनी सबई वात नऽ पूरो हाल पइलऽ सी ठीक-ठीक परखीकनऽ उनकऽ थारा लेणऽ नम्बर सी लिख्यो।
Transliteração
1.	ekāleṇ ki ghaṇā naa ūnī vāt naa kaa jī apnā icam huyel che itihās likhaṇ maa hāth lagāyal che,
2.	jasai ki unhanaa jī pailaa sī inī vāt kaa dekhaṇaa vāḷā naa bacan kā sevak thā hamrā tak poycāyā.
3.	ekāleṇ he śrīmān thiyuphilus makaa bhī ī ucit mālum huyo ki ūnī sabaī vāt naa pūro hāl pailaa sī ṭhīk-ṭhīk parakhīkanaa unkaa thārā leṇaa nambar sī likhyo.
Português
1. Por tanto como muitos tomaram em mãos para estabelecer a fim de uma declaração daquelas coisas que mais certamente são cridas entre nós,
2. Assim como eles os entregaram a nós, que desde o princípio fomos testemunhas oculares e ministros da palavra;
3. Pareceu-me bom também, tendo tido perfeito entendimento de todas as coisas desde o início, escrever-te em ordem, excelentíssimo Teófilo